# Greifswald
Greifswald német város Mecklenburg-Elő-Pomeránia északkeleti részén, a Ryck folyó mentén, 5 km-re a Balti-tenger Greifswalder Bodden nevű öblétől fekszik. Egykori Hanza-város.

## Történelme

### Középkori története
1199-ben dán ciszterciek apátságot alapítottak itt. A sókereskedelem révén fejlődésnek indult települést III. Wartislaw pomerániai nagyherceg emelte városi rangra, 1250-ben.

### Újkori története
1648-ban a vesztfáliai béke eredményeképpen Greifswald Svédországhoz került. Az 1815-ös bécsi kongresszus egyezménye alapján egész Pomerániával együtt Poroszországhoz csatolták.

### 1815 óta Németország részeként
A 19. század folyamán Breslau (ma Wrocław, Lengyelország) és Berlin után Greifswald adott otthont a lengyel diákok harmadik legnagyobb csoportjának Németországban.
1900 körül a város – a középkor óta először – jelentősen túlterjedt az óváros falain, mivel a fő vasútvonal Stralsund és Berlin, a helyiérdekű vasút pedig Wolgast felé nyitotta meg az utat.
A város különösebb pusztítás nélkül vészelte át a második világháborút, bár jelentős hazai hadsereg állomásozott itt, a nácik Stalag II-C nevű fogolytábora mellett. 1945 áprilisában Rudolf Petershagen ezredes a Vörös Hadsereg betörésekor harc és hiábavaló véráldozat nélkül feladta a várost.
1949 és 1990 között Greifswald az NDK részét képezte, ami a város középkori része történelmi épületeinek elhanyagolásával és jó részük lebontásával járt. A lakosságszám megnövekedett a szomszédos lubmini négyreaktoros szovjet atomerőmű megépítésével az 1970-es években, amit aztán az 1990-es évek elején leszereltek. Új lakónegyedeket húztak fel szocialista stílusú monolitikus ipari panelépületekből az óvárostól keletre és délkeletre, a városközpontot annak északnyugati csúcsára tolva. A város lakosságának nagy része ma is az új negyedekben lakik.
Az óváros rekonstrukciója az 1980-as évek végén kezdődött, mára úgyszólván teljesen helyreállították. A kikötőtől északra eső részt lebontották, majd teljesen újjáépítették. Történelmi piactere különösképpen figyelemreméltó, egyike Észak-Németország legszebbjeinek. A város rengeteg turistát vonz, tekintettel a Balti-tenger közelségére.
A lakosságszámcsúcs 1988-ban 68 000 fővel tetőzött, ami mára 55 000-ben stabilizálódott. Ennek oka a nyugati városok és az elővárosok felé irányuló migráció és nem a kommunista tulajdonok visszaszerzése. Mindazonáltal a diákok száma megnégyszereződött; az 1990-es háromezerről 2007-re 11 ezer fölé, az egyetemi alkalmazottak száma pedig 5000 fő; vagyis majd' minden harmadik lakos valami módon a felsőoktatáshoz kapcsolódik.
Viszonylag kis népessége ellenére, Greifswald megőrizte a régióbeli jelentőségét, egyetemi városként intellektuális szinten, és központi szerepét az egykori Porosz-Pomeránia tartományban a második világháború után, a Pomerániai Evangélikus Egyház püspök, az állami levéltár (Landesarchiv) és a Pomerániai Múzeum (Pommersches Landesmuseum) székhelyeként.

## Nevezetességek
- Egyetem (Ernst-Moritz-Arndt-Universität Greifswald)
- Városháza
- Múzeum
- Színház

## Itt születtek, itt éltek
- Hans Fallada (1893–1947) író
- Caspar David Friedrich (1774–1840) festő
- Wolfgang Koeppen (1906–1996) író
- Felix Kroos (1991) az Union Berlin labdarúgója
- Toni Kroos (1990) a Real Madrid labdarúgója

## Galéria

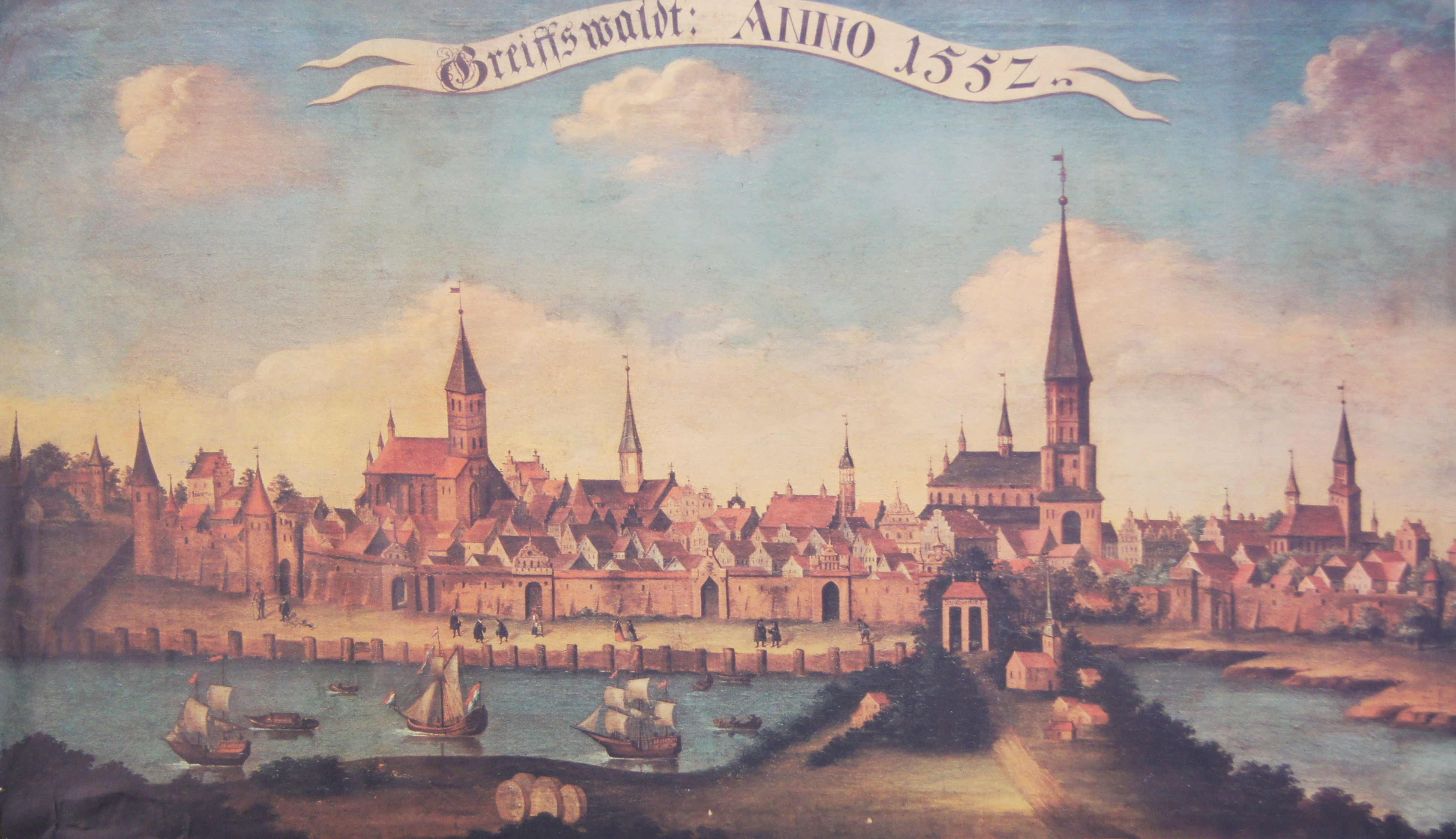
Greifswald 1552-ben
Caspar David Friedrich: Rét Greifswald mellett, 1820
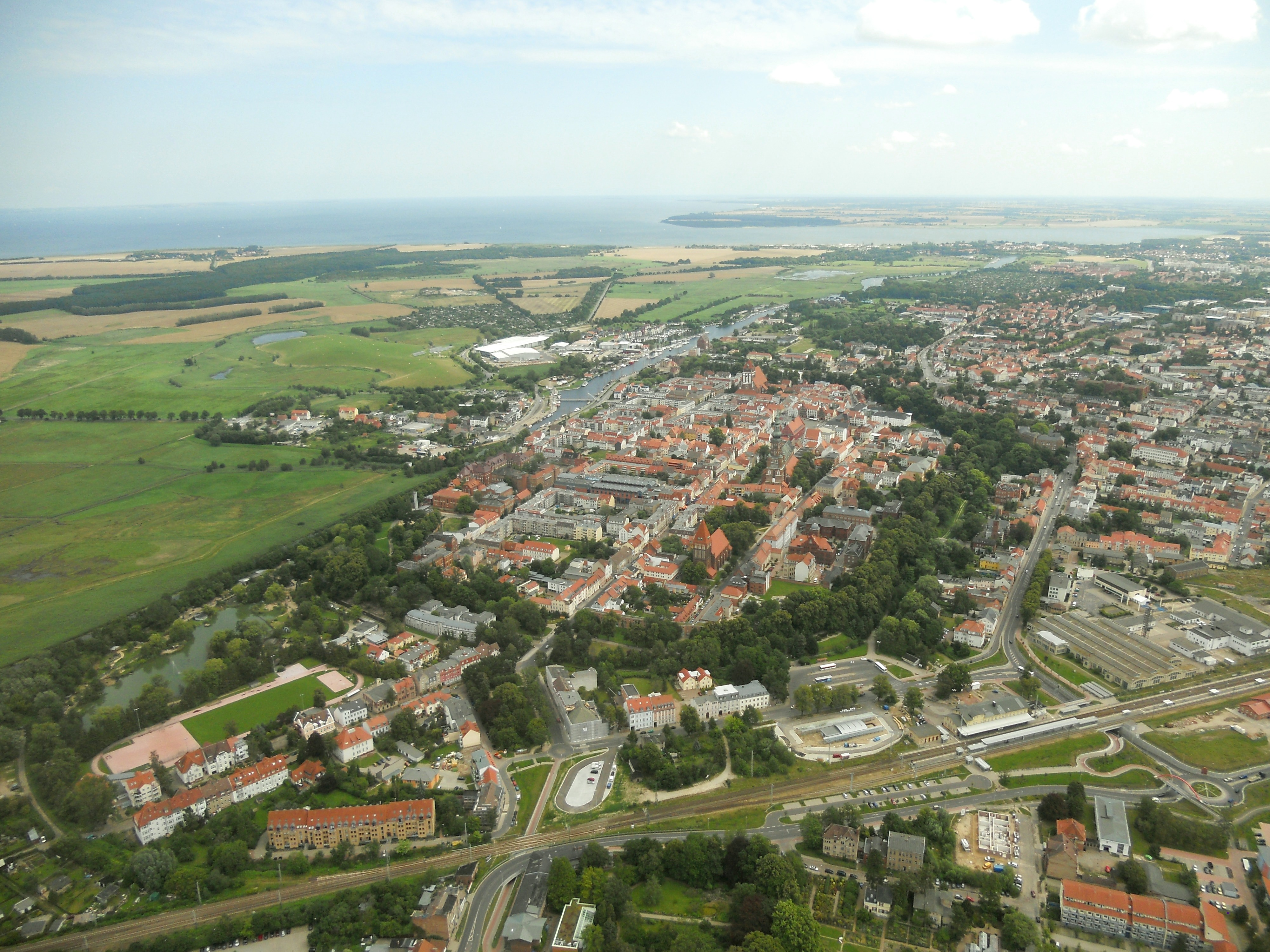
A városmag
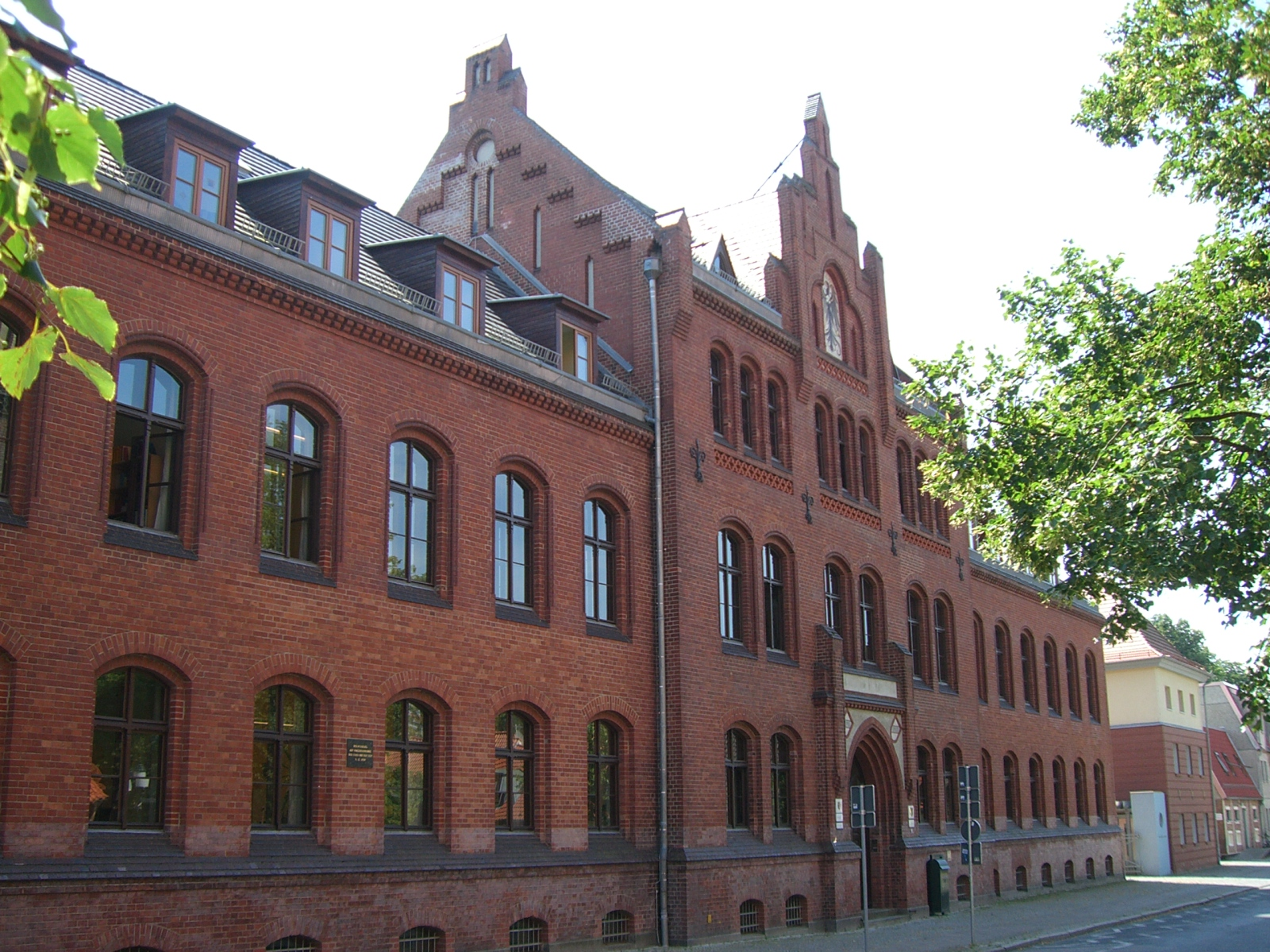
Bíróság
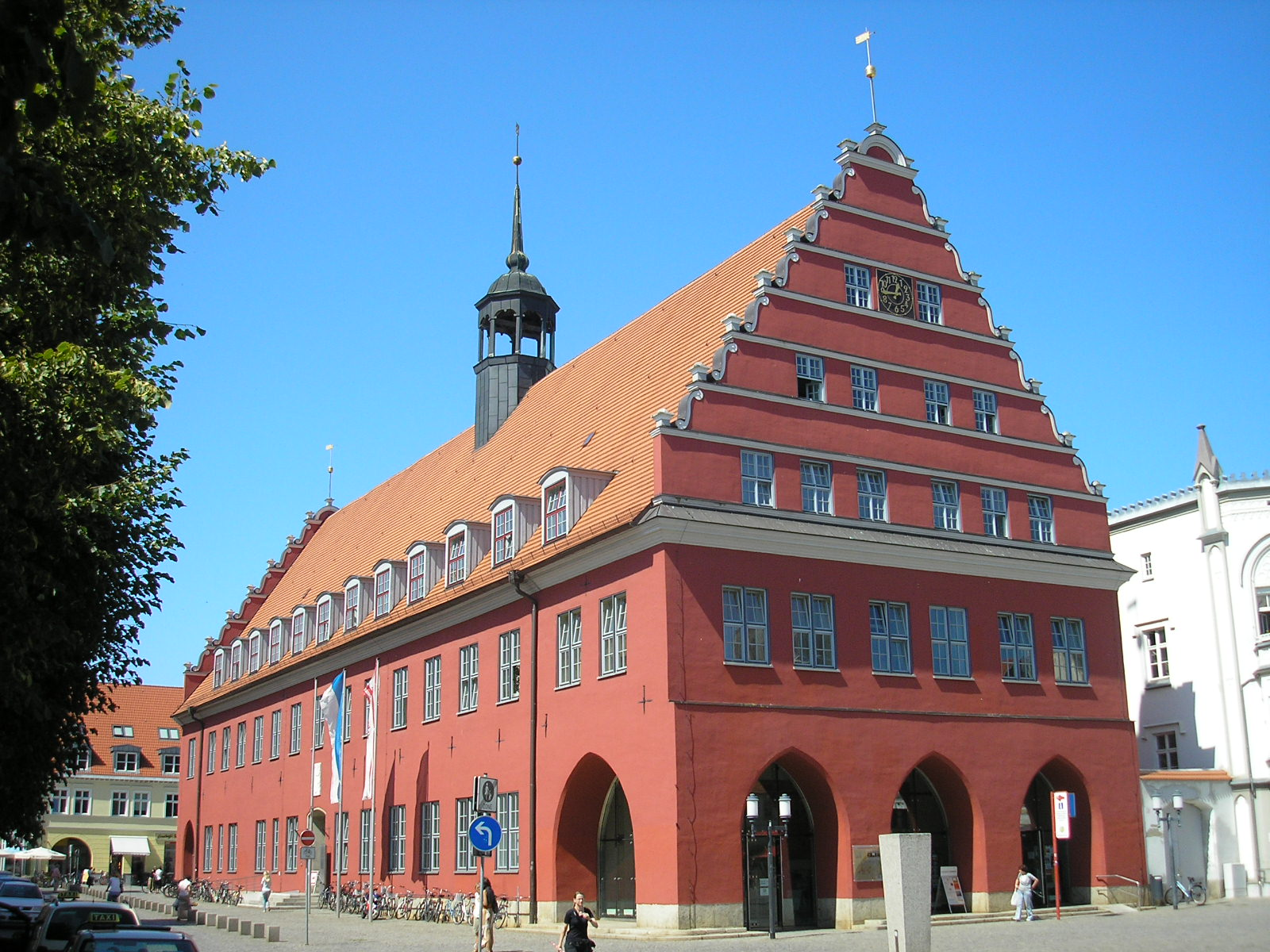
Városháza
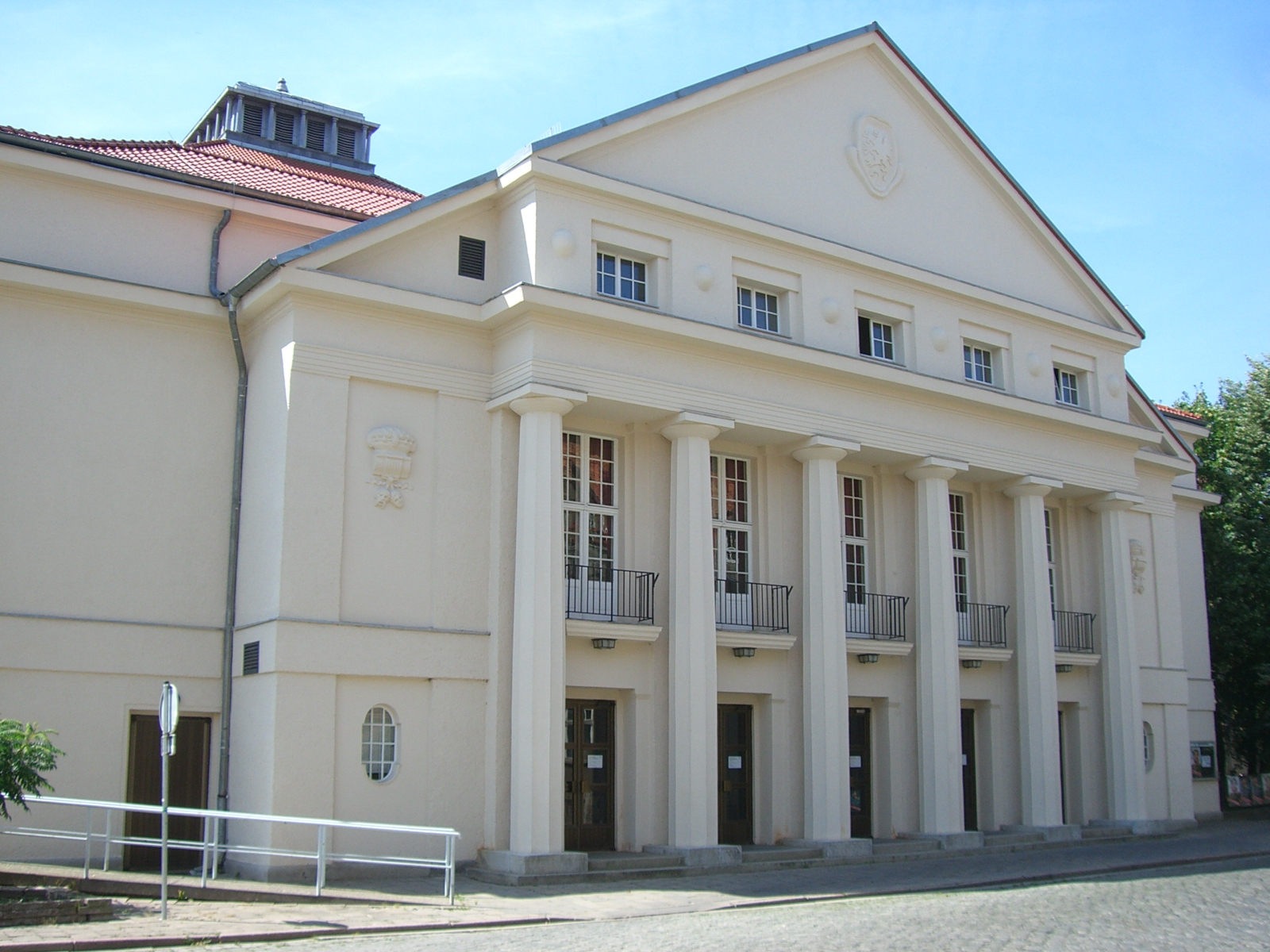
Színház
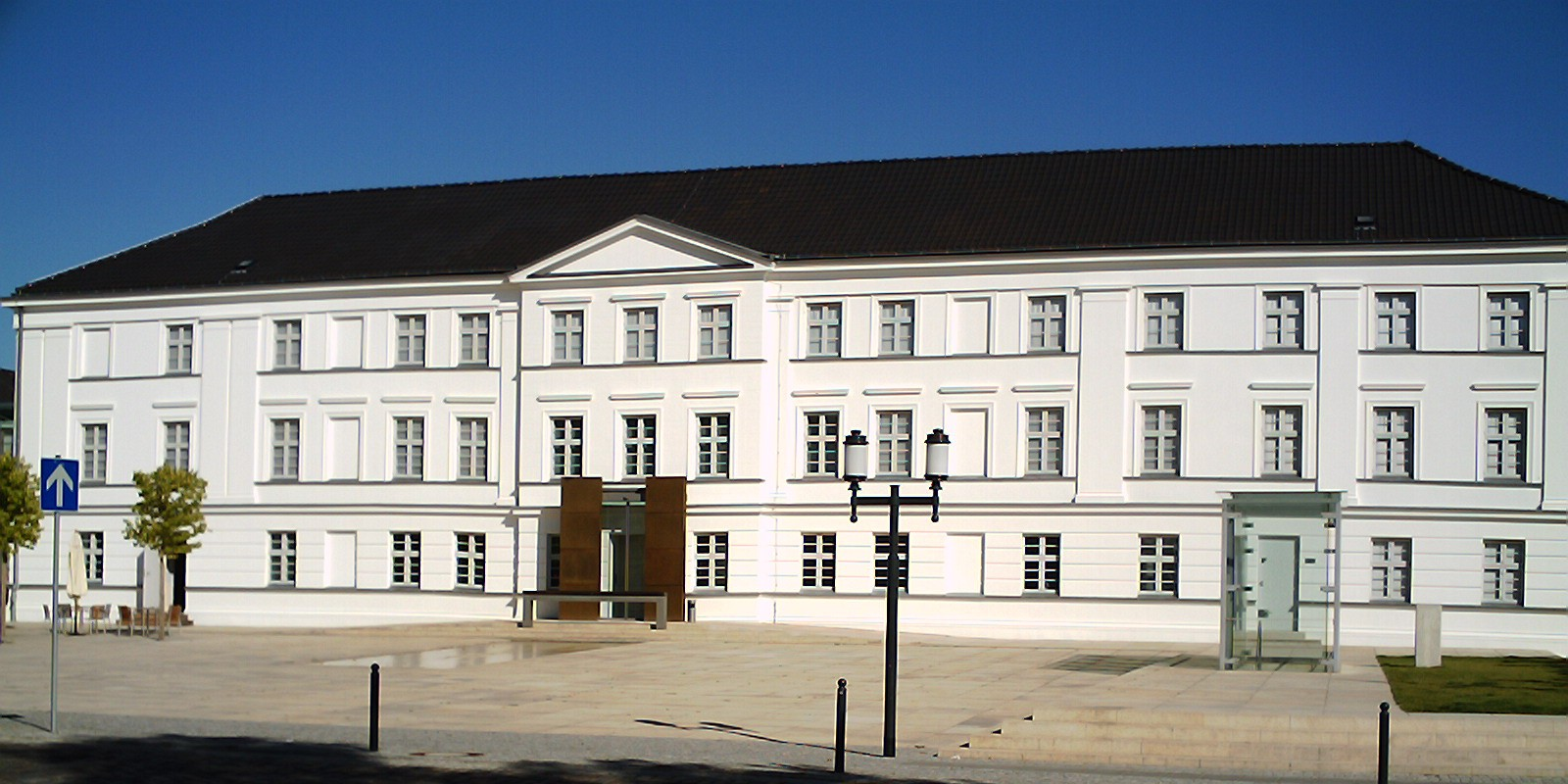
Pomeránia-múzeum
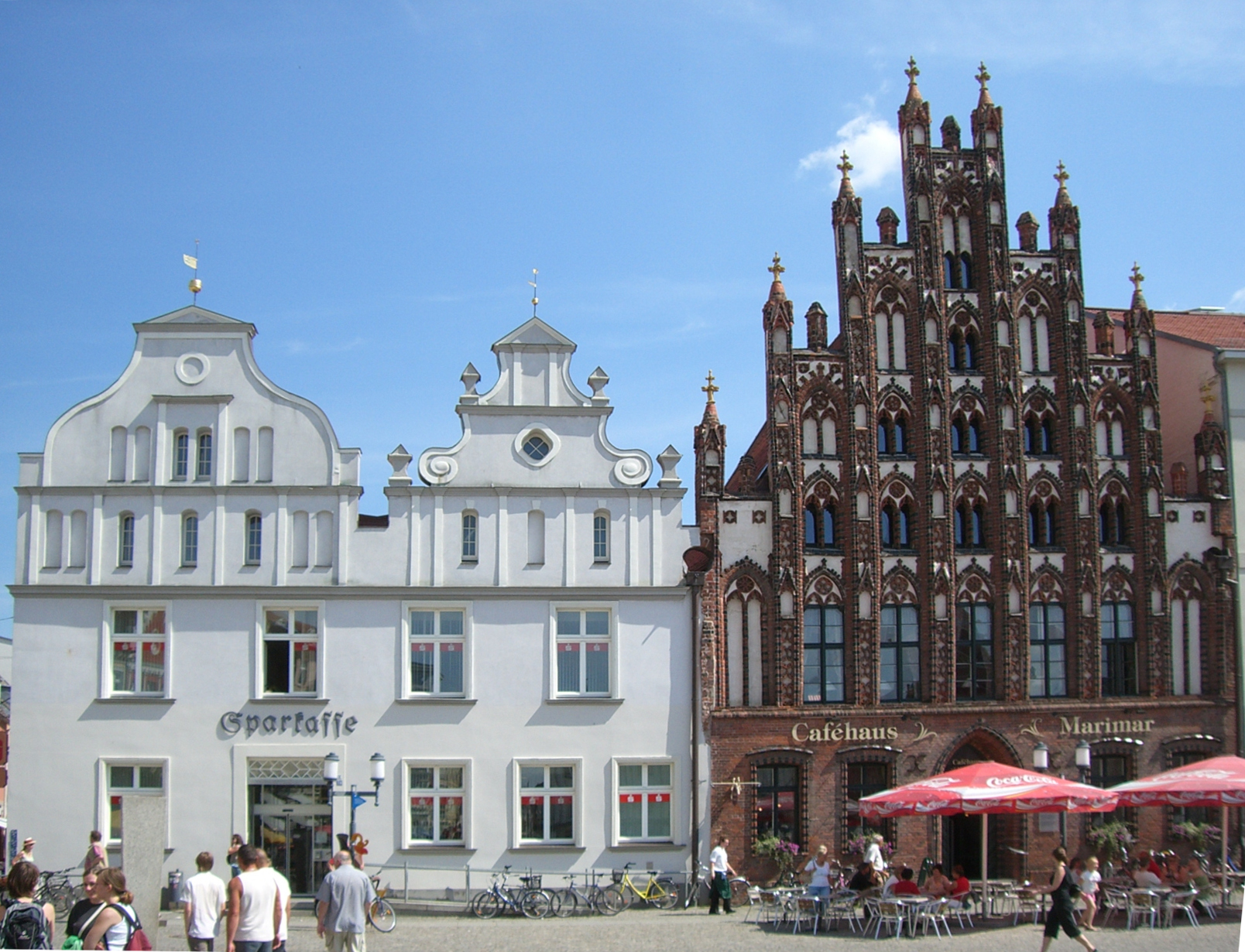
A piactér
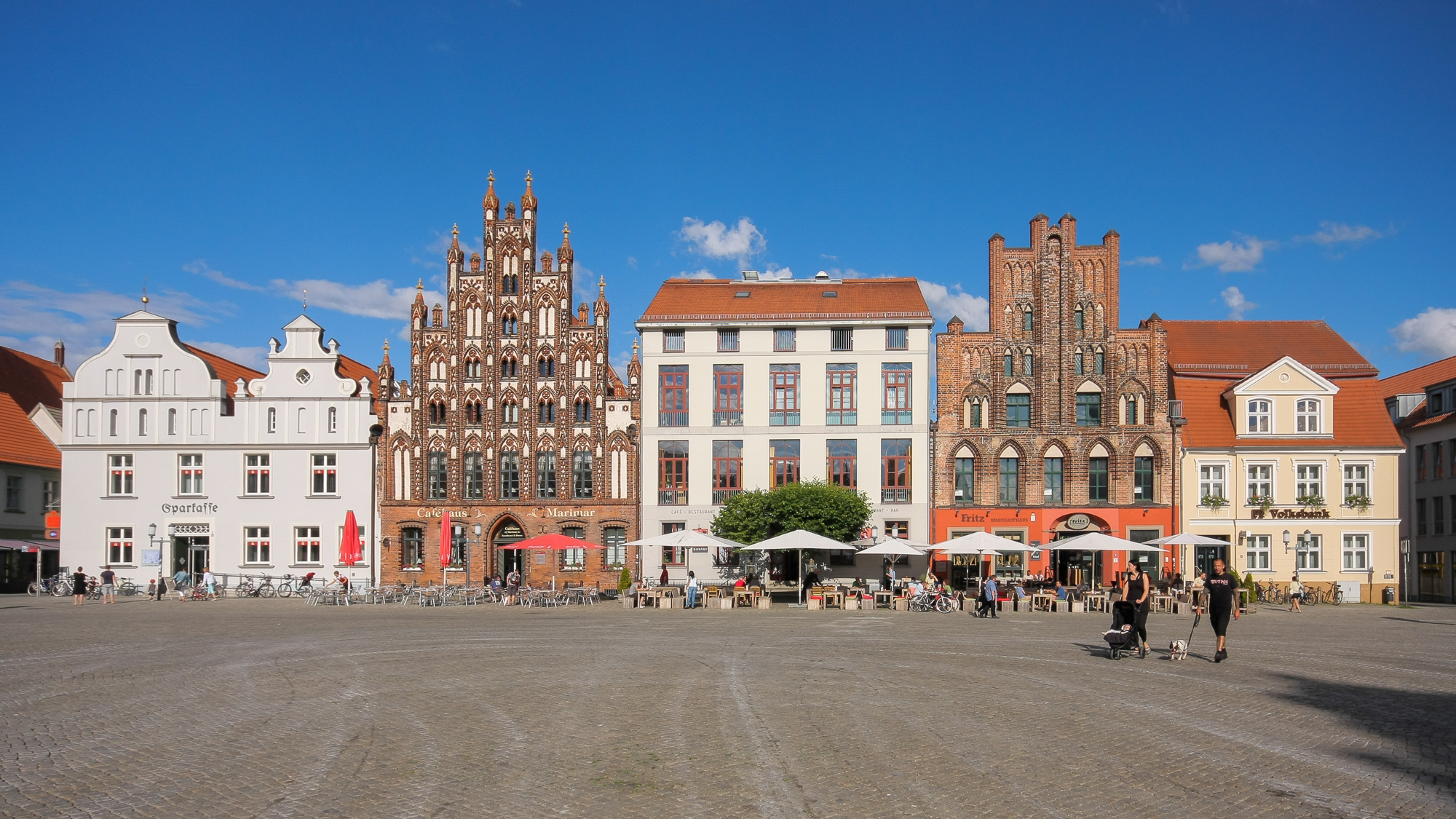
A piactér
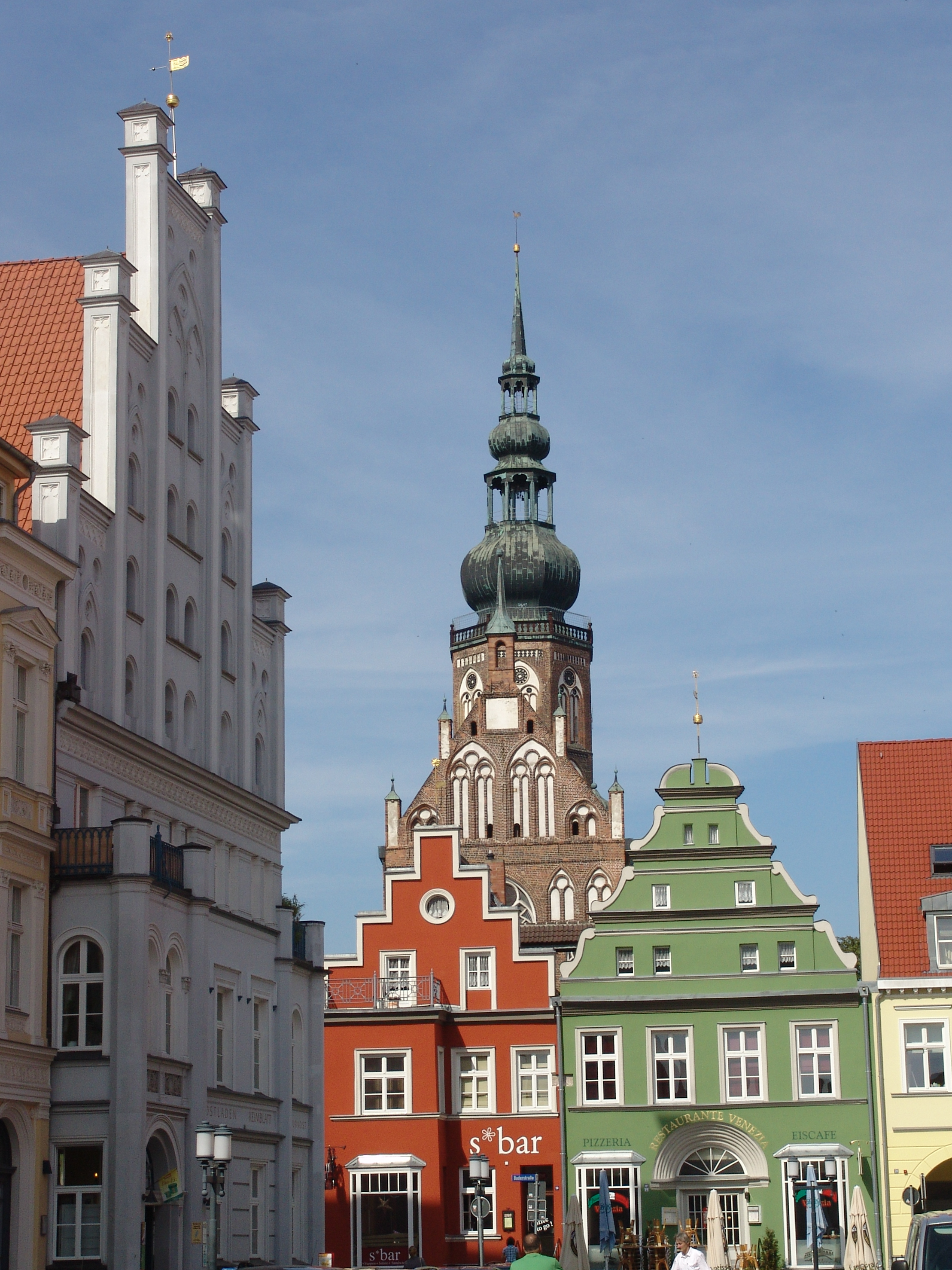
Szent Miklós-templom
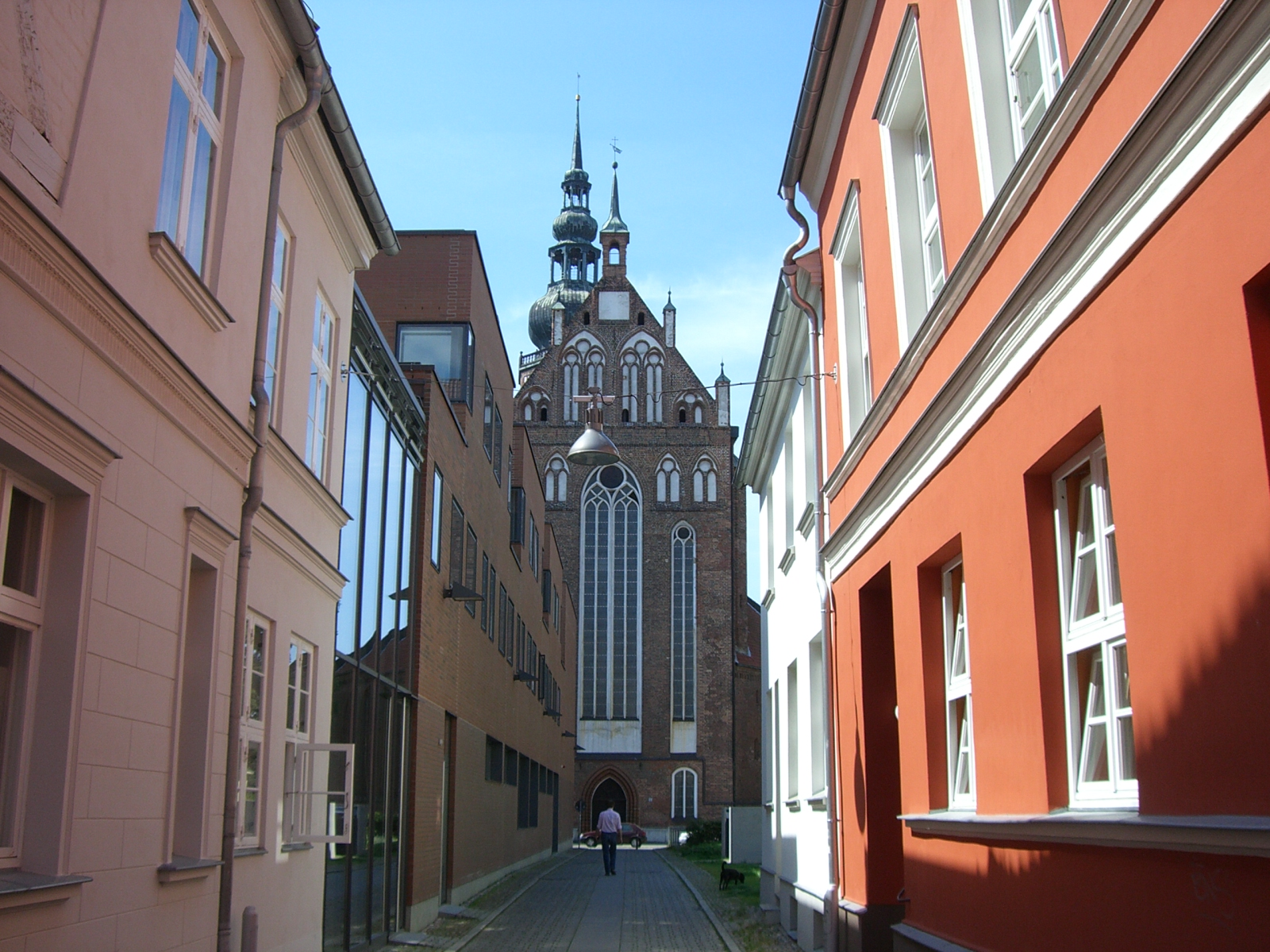
Krupp-kollégium
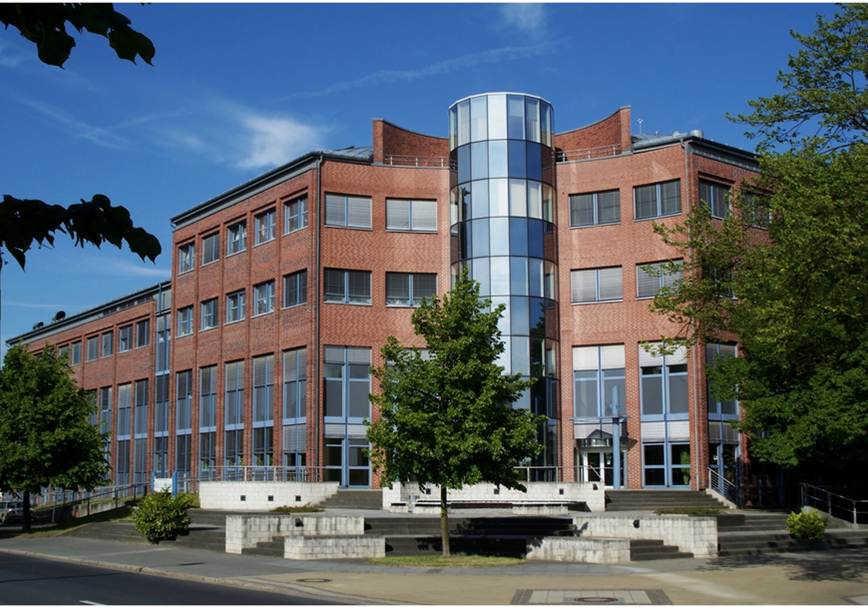
Biotechnikum
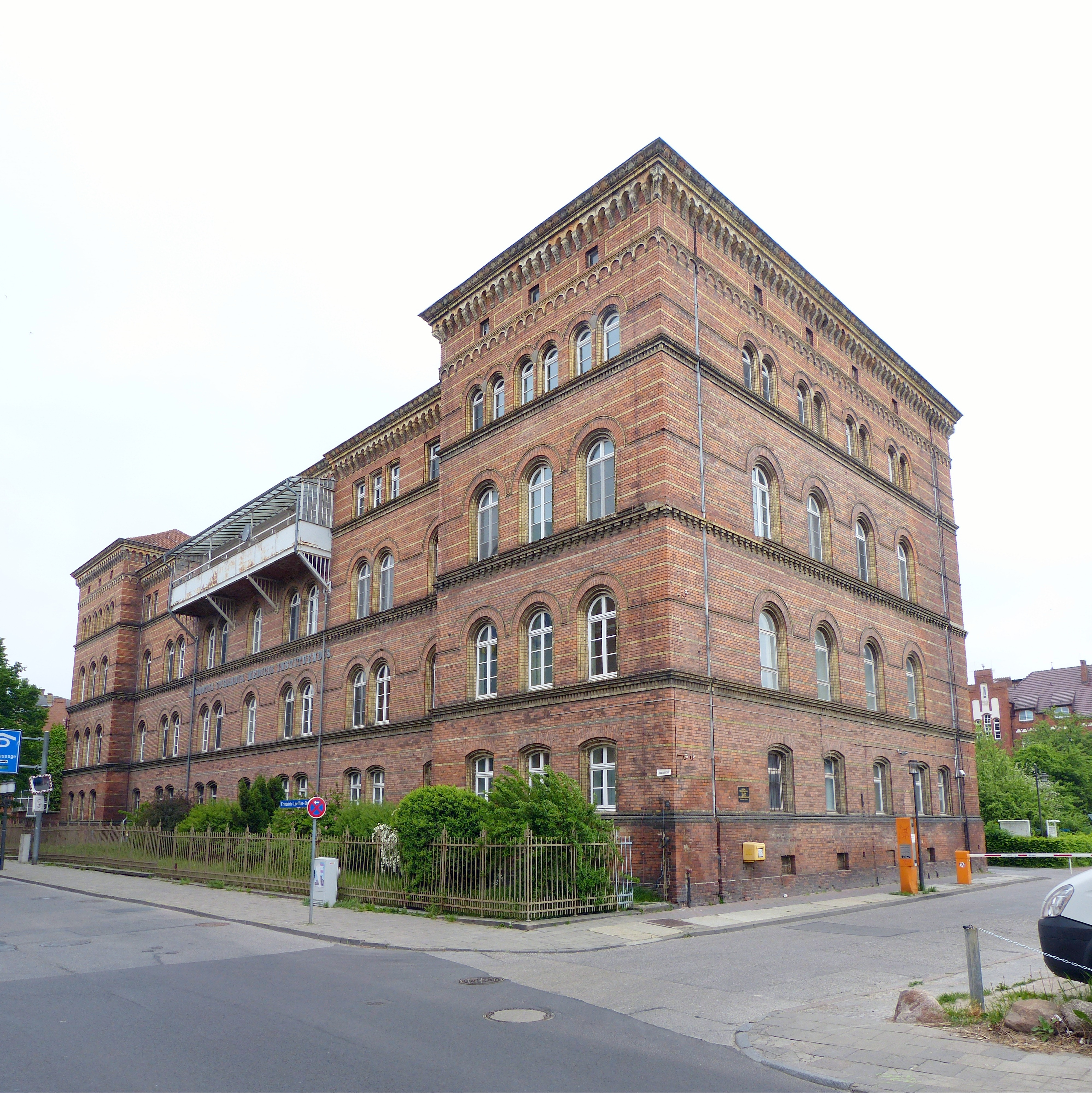
Klinika
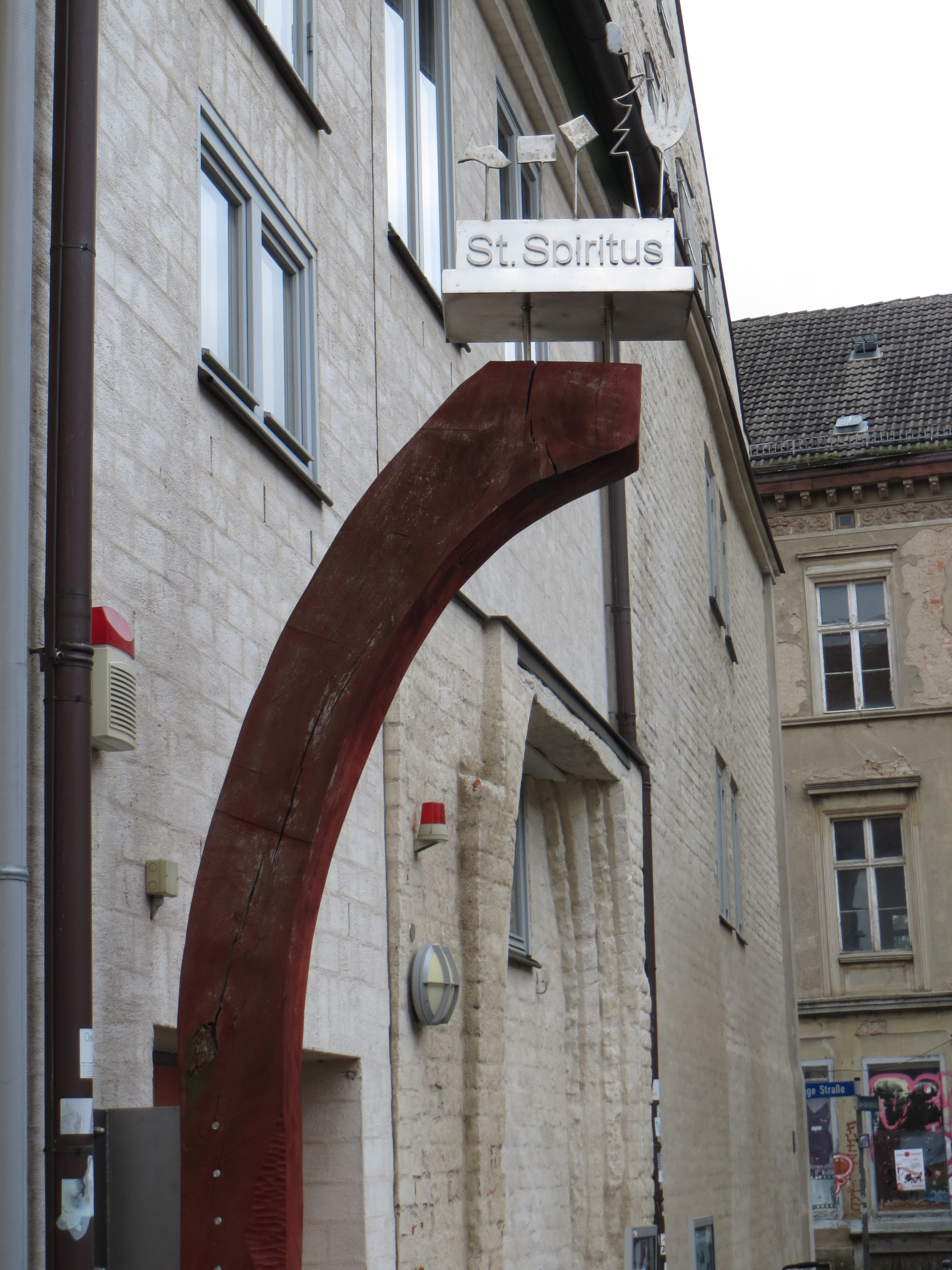
Szentlélek-jel
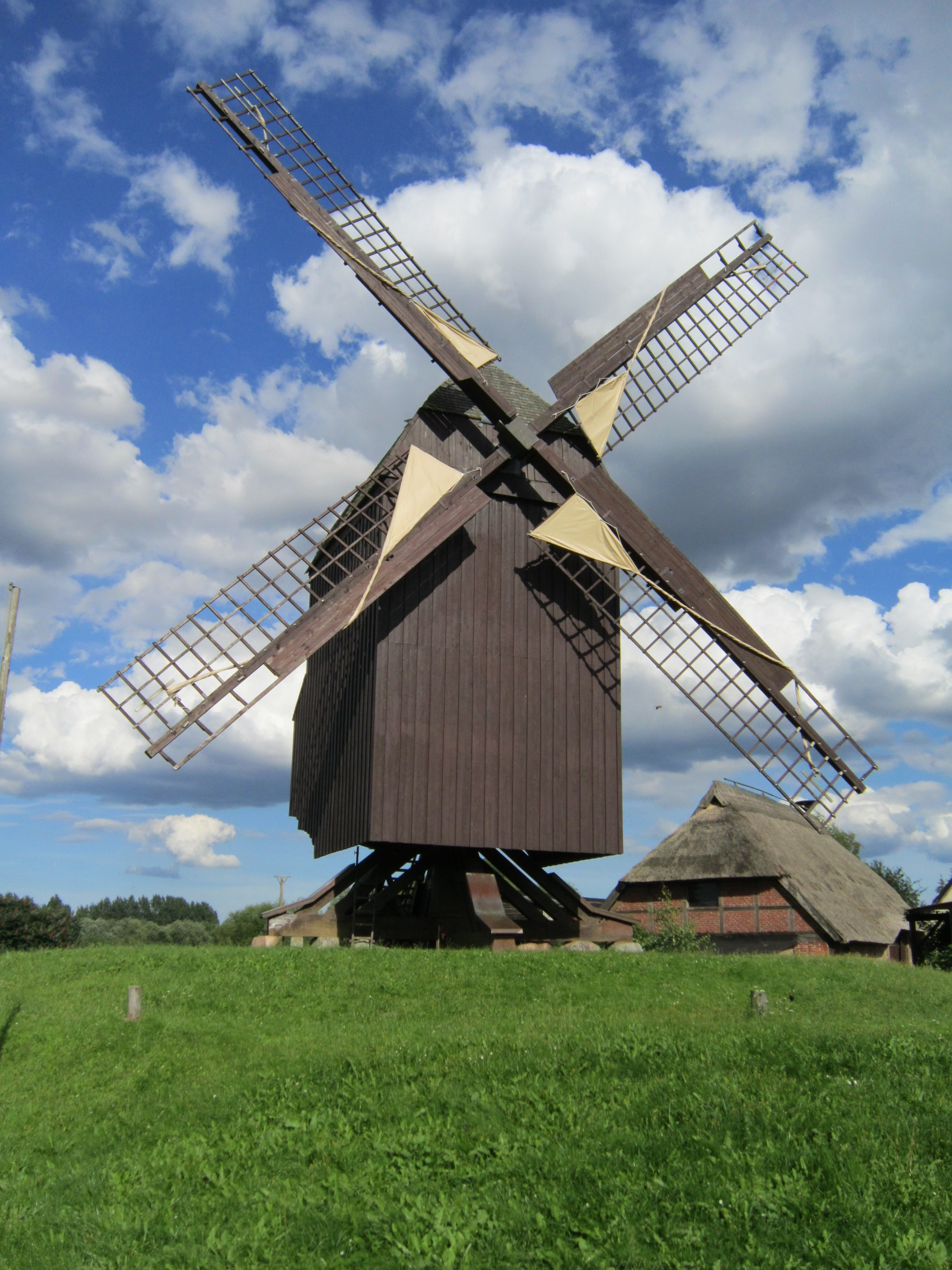
Szélmalom
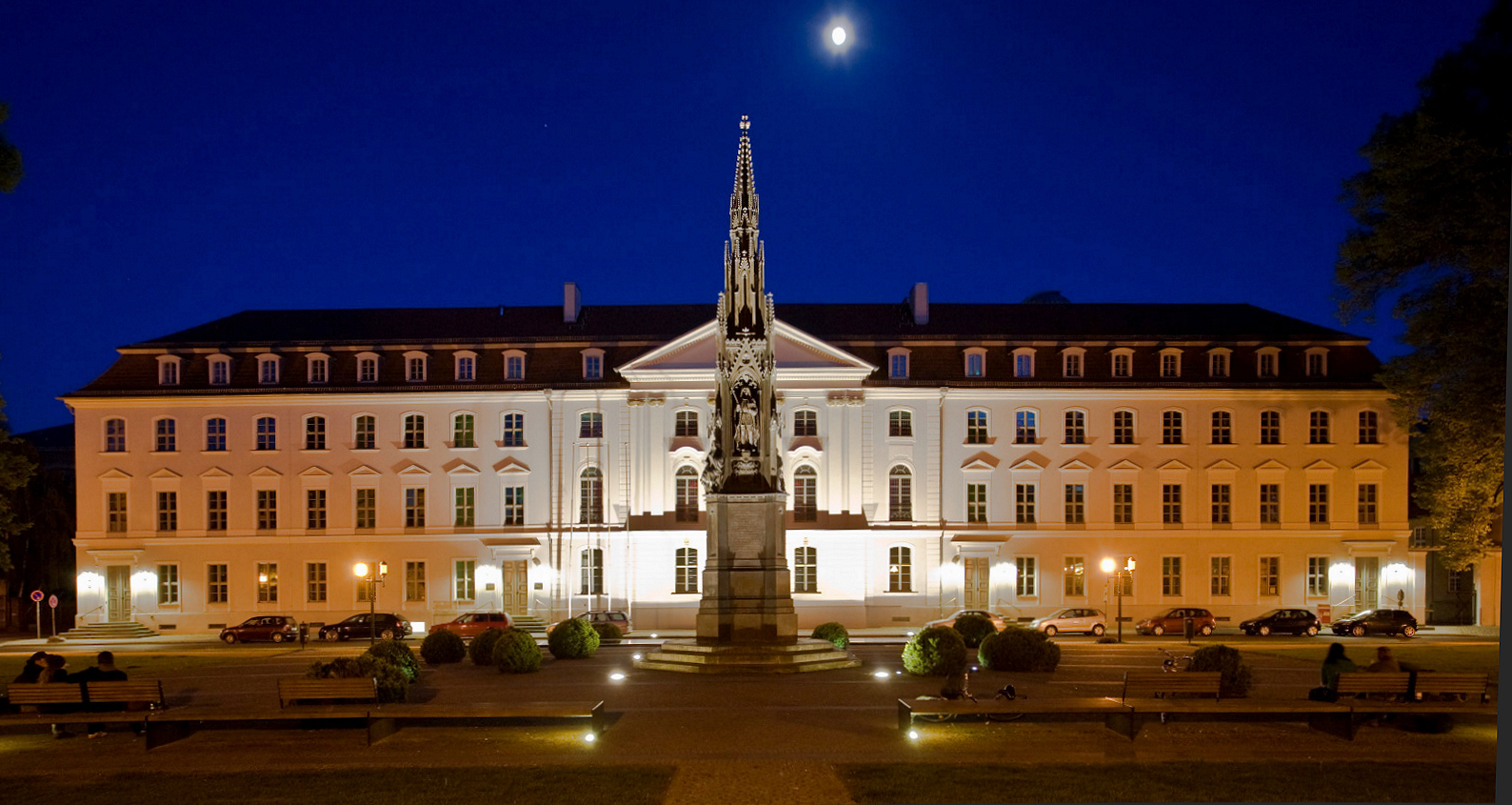
Egyetem

## Testvérvárosok
- Szczecin (Lengyelország) (2010. aug. 20. óta)

## Fordítás
Ez a szócikk részben vagy egészben  a   Greifswald című angol Wikipédia-szócikk ezen változatának fordításán alapul.  Az eredeti cikk szerkesztőit annak laptörténete sorolja fel. Ez a jelzés csupán a megfogalmazás eredetét és a szerzői jogokat jelzi, nem szolgál a cikkben szereplő információk forrásmegjelöléseként.